# Summum bonum

Summum bonum (« souverain bien » en latin) est une locution latine utilisée en philosophie pour décrire l'importance ultime (en), ou le bien suprême, qui est l'objectif final recherché par tout être humain. La summum bonum (expression du philosophe romain Cicéron) est généralement considérée comme une fin en soi, dont le principe fondamental repose sur une conduite morale qui conduit à la meilleure vie possible. En métaphysique, le souverain bien ou summum bonum exprime l'idée du Bien en soi.

## Philosophie antique
Pour Cicéron, le souverain bien n'est pas une quête de plaisir, comme chez Épicure ou les philosophes cyrénaïques, mais une éthique qui dirige la vie des Hommes et leur apporte le bonheur et la satisfaction morale de faire le Bien.
En philosophie chrétienne, le summum bonum est typiquement défini comme étant la droiture, une vie vécue en communion avec Dieu, dans le respect de Ses préceptes.
Aristote, dans l'Éthique à Nicomaque, soutient que le but de l'existence humaine, en accord avec la cause finale de l'homme, doit être le Bien, affirmant qu'une vie contemplative ne se borne pas « aux choses humaines et aux choses mortelles », car l'esprit humain doit « s’immortaliser et vivre selon la partie la plus noble en lui. S’il est vrai que l’intellect est le plus [?] degré de l’Homme, cette vie là est donc la plus heureuse » (1177 b, 26). Aussi l'Homme doit-il préférer une vie contemplative dans l'intellection morale à une vie de plaisir ou une vie politique, c'est-à-dire une vie de gloire et d'honneur fondée sur la validation sociale et le pouvoir. Le Bien doit être une fin en soi pour l'Homme et non un moyen de se contenter, puisque que la nature de l'Homme est de se conduire de manière raisonnable en acte. Suivre sa propre nature raisonnable est ce qui rend l'Homme heureux.
Cependant, la morale chez Aristote n'est pas et ne doit pas être purement théorique mais repose sur un exercice de vertu : « la fin ne consiste pas dans l’étude et la connaissance purement théorique des différentes actions mais dans leurs exécutions » ; « il n’est pas suffisant de savoir ce qu’est la vertu, mais on doit s’efforcer de la mettre en pratique » (1179 b 35).
Aristote aborde le souverain bien en tant que question politique, car il s'agit d'une conduite morale qui ne convient pas seulement à un individu, mais à ses « concitoyens en général, puisque l’Homme est par nature un animal politique » (1097 b, 10). Ainsi, l'accomplissement d’une vie humaine ne peut pas se penser en dehors de la sphère politique. Entre autres, parce que l’éducation est nécessaire à un comportement vertueux.

## Philosophie médiévale
En philosophie médiévale, la synthèse thomiste de l'Aristotélisme et de la Chrétienté, le souverain bien est défini comme une vie vertueuse et/ou une vie en communion avec Dieu, qui suit les préceptes divins.

## Philosophie moderne
Chez Kant, ce concept décrit la fin de la raison poursuivie par l'Homme, en mettant la raison au service du Bien.